# Gaietà Teixidó i Musach
Gaietà Teixidó i Musach   (Calella, 23 de setembre de 1930 - Calella, 5 de febrer de 2022) fou un pintor català conegut per una obra centrada en els paisatges naturals i marins. El seu estil es caracteritza per l'ús de colors vius i un traç expressiu dins d’una estètica naturalista.
Teixidó va pintar el seu primer quadre als 12 anys i va iniciar la seva formació de Belles Arts a la Llotja i a l’escola del mestre Nolasco Valls, on adquirí una sòlida base tècnica i conceptual. L’any 1945 comença a participar en exposicions col·lectives, tant nacionals com internacionals. Tot i la seva vocació de pintor, es va dedicar a la publicitat fins a l'any 1975, però aviat ho va deixar per dedicar-se completament a la pintura.
Gaietà Teixidó va fer la seva primera exposició individual i com a professional, a principis de 1978, a Olot. Posteriorment va exposar a Barcelona, Calella, Madrid, Castelló, Girona, Tarragona, Lleida, Ripoll, Igualada, Reus, Palma, Manresa i Vic, entre altres. Les seves obres es caracteritzen per una representació realista d'estil impressionista amb tendència postimpressionista.
L'obra de Teixidó es caracteritza per una notable serenor, especialment present en els seus paisatges. Aquesta qualitat s'expressa mitjançant un ús equilibrat de color i de la llum, que atorga profunditat als primers termes i una calma harmoniosa als plans més llunyans. Segons el crític d'art Francesc Galí, aquesta serenor contribueix a una atmosfera que «regala poesia» i sensibilitat pictòrica.
Moltes de les obres de Gaietà Teixidó figuren en museus i en col·leccions particulars de Catalunya i Espanya, i també de països com França, Alemanya, Bèlgica, Itàlia, Suïssa, Mèxic i el Japó.